# Nikki Cleary
Nikki Cleary (nascida em 11 de Maio de 1988 como Brittney Nicole Cleary) é uma cantora estadunidense, que nasceu em Albany, New York. Nikki Cleary é a intérprete da canção "Irresistible", que foi lançada em 2003, e que possui uma versão em português no Brasil gravada pelo grupo Rouge, chamada "Não Dá pra Resistir", lançada em 2002.

## Discografia
- Everything I Wished For (2002)
- Nikki Cleary (2003)